# Klooster van Springiersbach
Het Klooster van Springiersbach (Duits: Kloster Springiersbach) is een voormalige augustijner koorherenstift en later een klooster van de karmelieten bij Bengel in de Eifel, op circa 16 kilometer van Wittlich gelegen.

## Geschiedenis

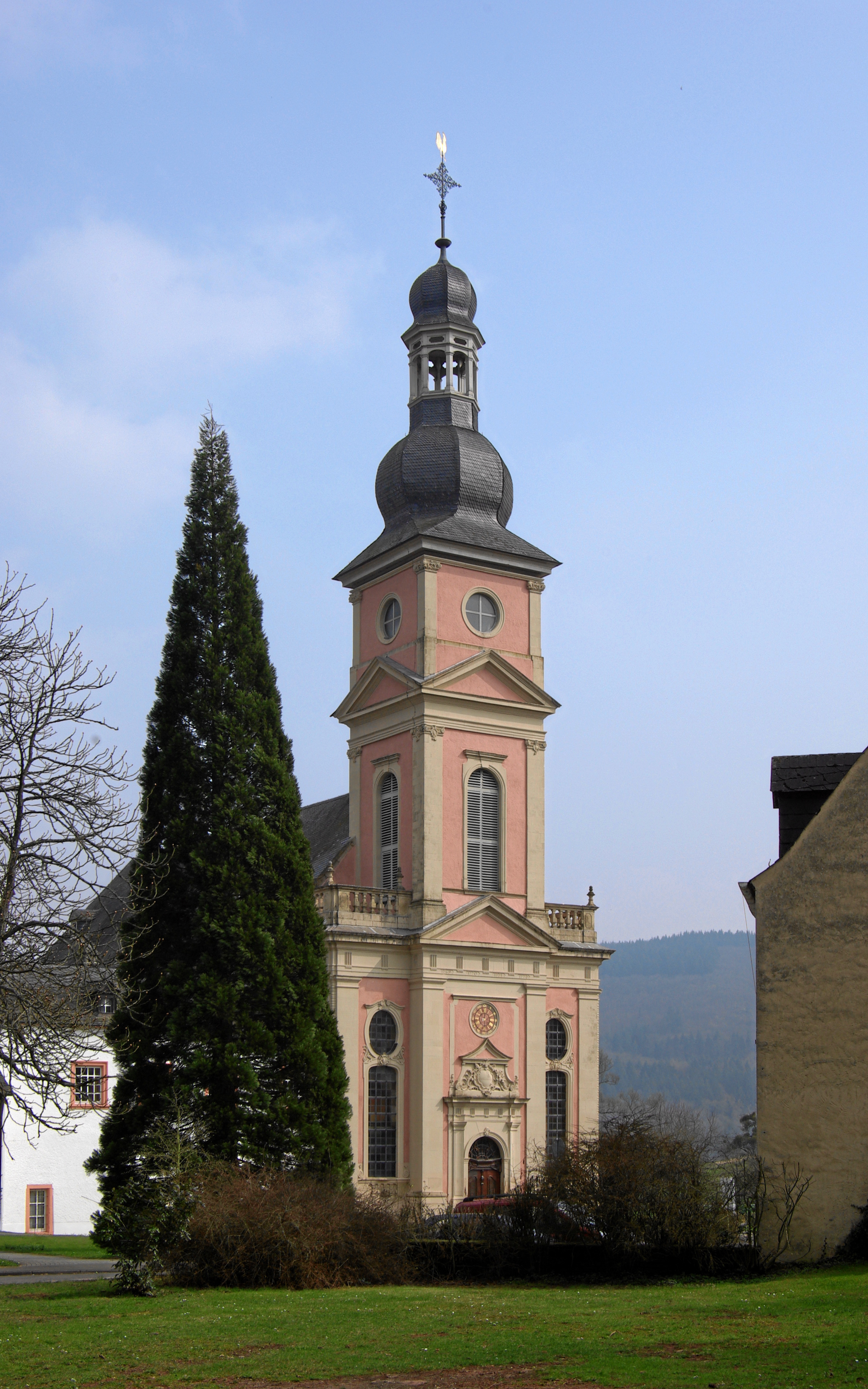
De barokke kloosterkerk

Het klooster werd in 1102 door aartsbisschop Bruno van Lauffen in aanwezigheid van paltsgraaf Siegfried I van Ballenstedt gewijd. Deze wijding geldt als de stichtingsdatum van het klooster, dat werd vernoemd naar het gelijknamige beekdal. De eerste abt was Richard I († 1158), zoon van Benigna van Daun, een adellijke ministeriaal uit de Eifel. Gekozen werd voor de Augustijner regels van zwijgen, vasten, werken en bidden.
Al in 1107 mochten de broeders van het klooster hun eigen abt kiezen. Slechts leden van de adel konden tot het klooster toetreden, die dan al hun bezittingen aan de kloostergemeenschap moesten overdragen. Dit betekende dat het klooster steeds welvarender werd: al in 1140 bezat het wijngaarden in Briedel aan de Moezel en in 1299 verwierf het klooster een wijngoed in Ediger.
In 1135 werd een drieschepige romaanse basiliek door aartsbisschop Adalbero van Montreuil (* 1080, aartsbisschop 1131–1152) gewijd. Het was de eerste stenen kerk van het klooster die de oude houten voorganger verving. De huidige kerk werd in de jaren 1769–1772 gebouwd en was tot 1802 de abdijkerk van de Augustijner koorheren.
Na 1789 werd het klooster door de toenmalige aartsbisschop en keurvorst Clemens Wenceslaus van Saksen in een adellijk stift omgezet. Lang duurde de nieuwe status van het klooster niet, want even later werd Springiersbach slachtoffer van de secularisatiedrift van Napoleon Bonaparte. Dankzij de wijding van de vrijwel nieuwe kloosterkerk tot parochiekerk van Bengel door aartsbisschop Charles Mannay, kon de kerk aan sloop ontsnappen. In 1902 werd het kerkgebouw gesloten nadat Bengel intussen een eigen parochiekerk had gebouwd, de Sint-Quirinuskerk.
In 1922 kwamen vanuit het Beierse Bamberg Karmelieten het klooster bewonen. In 1940 werden kerk en klooster door brand getroffen. Vanaf 1946 werd begonnen met het herstel van de gebouwen. In 1962 werden delen van het klooster door de architect Walter Neuhäusser gesaneerd en herbouwd.

## Interieur
Het interieur van de zaalkerk bevat de reconstructie van de beschilderingen van Franziskus Freud uit Bernkastel uit 1773. Onder het koor bevindt zich een drieschepige crypte. Het orgel van de kloosterkerk werd in 1998 door de orgelbouwfirma Hubert Sandtner uit Dillingen aan de Donau gebouwd. Het instrument bezit 27 registers verdeeld over twee manualen en pedaal (sleepladen) en mechanische speel- en registertracturen. 

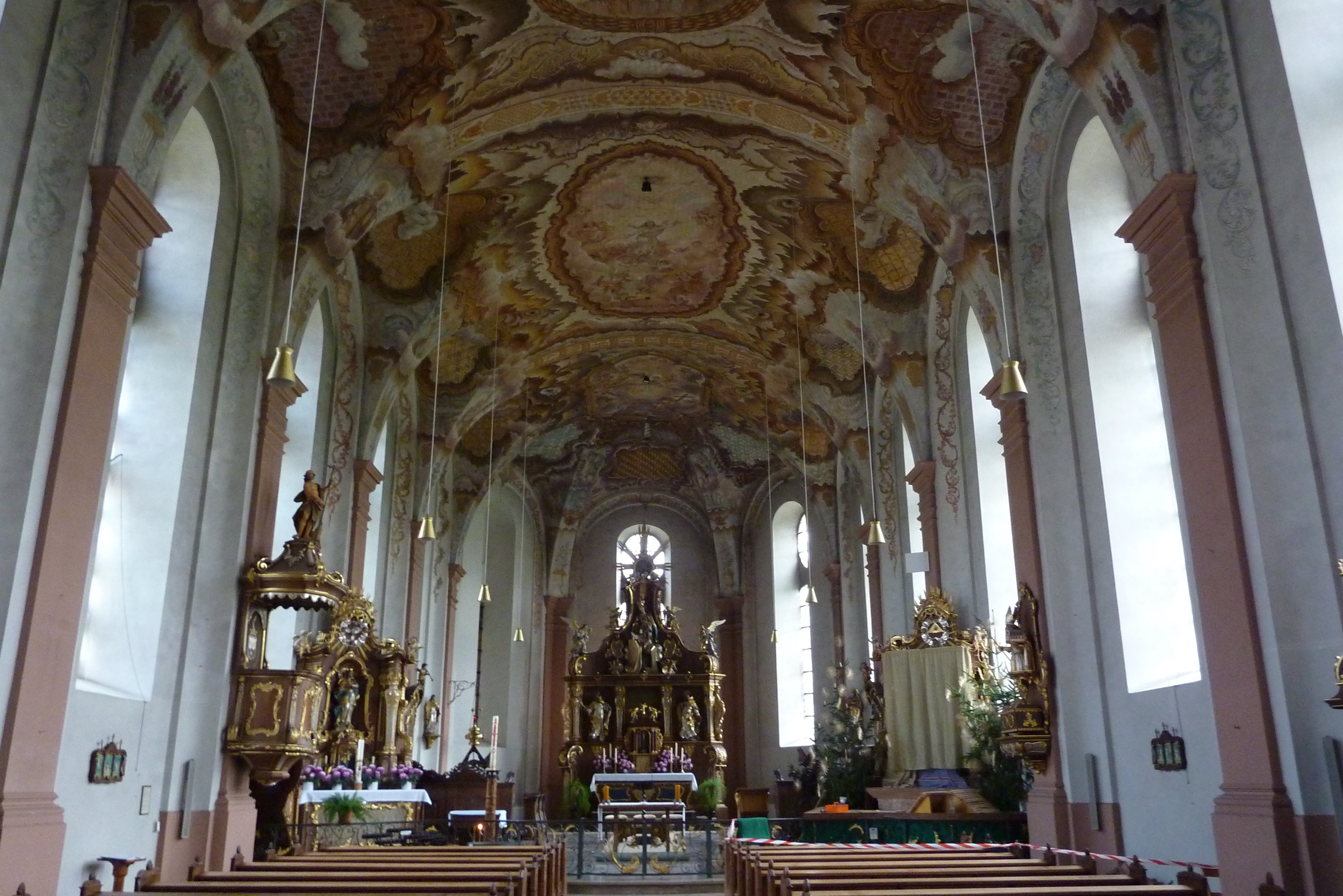
Interieur
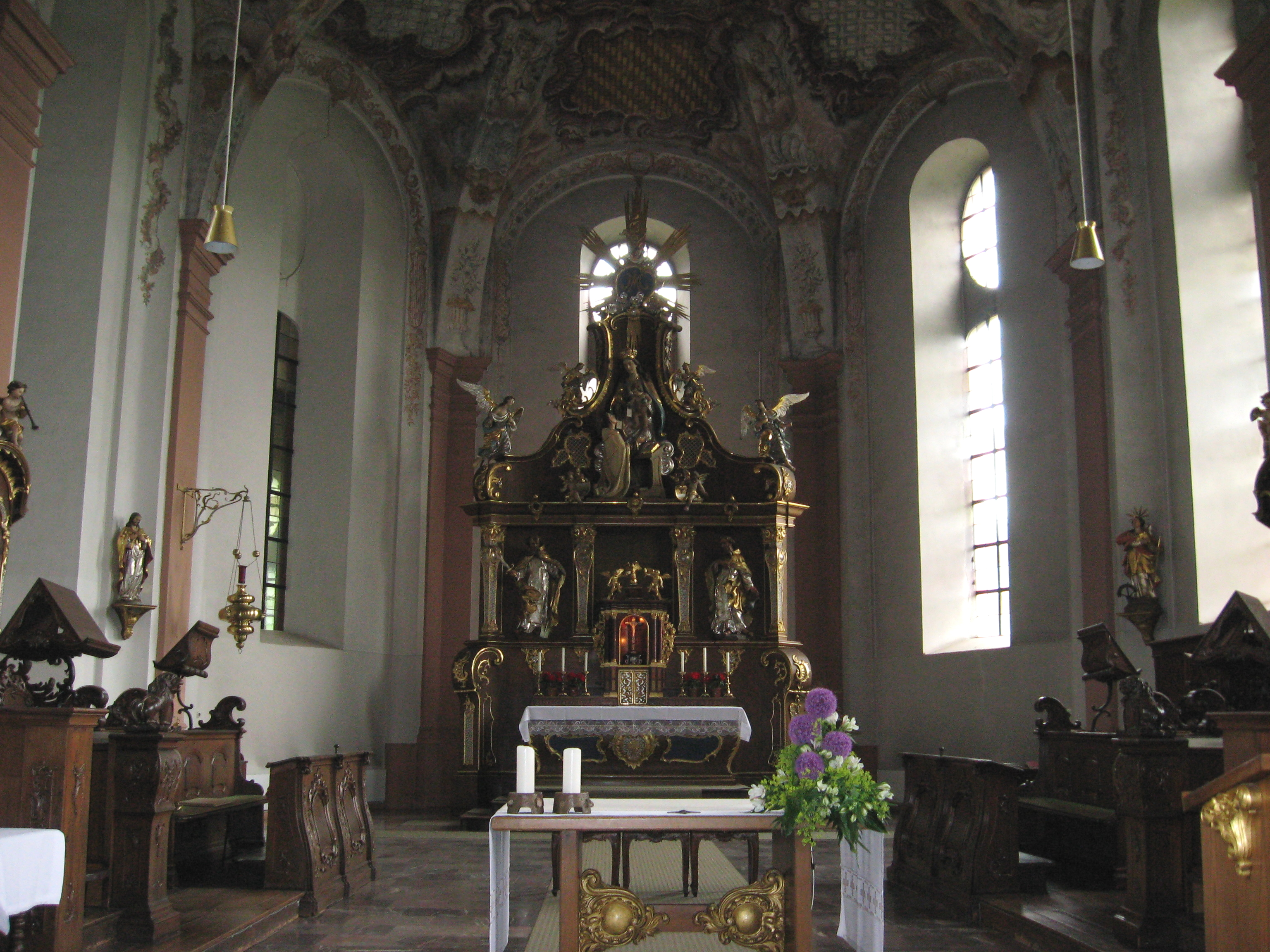
Hoogaltaar
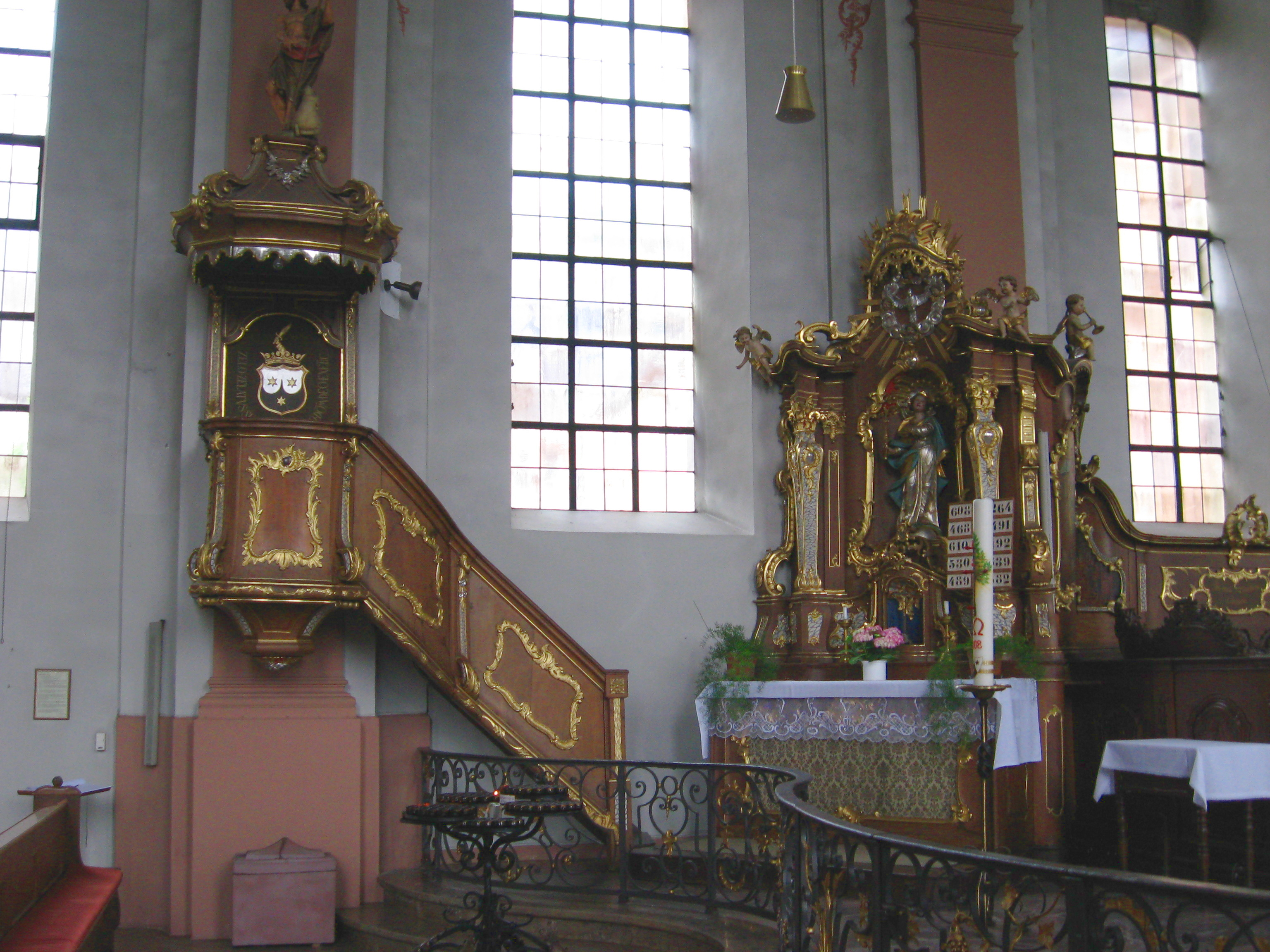
Preekstoel en linker zij-altaar
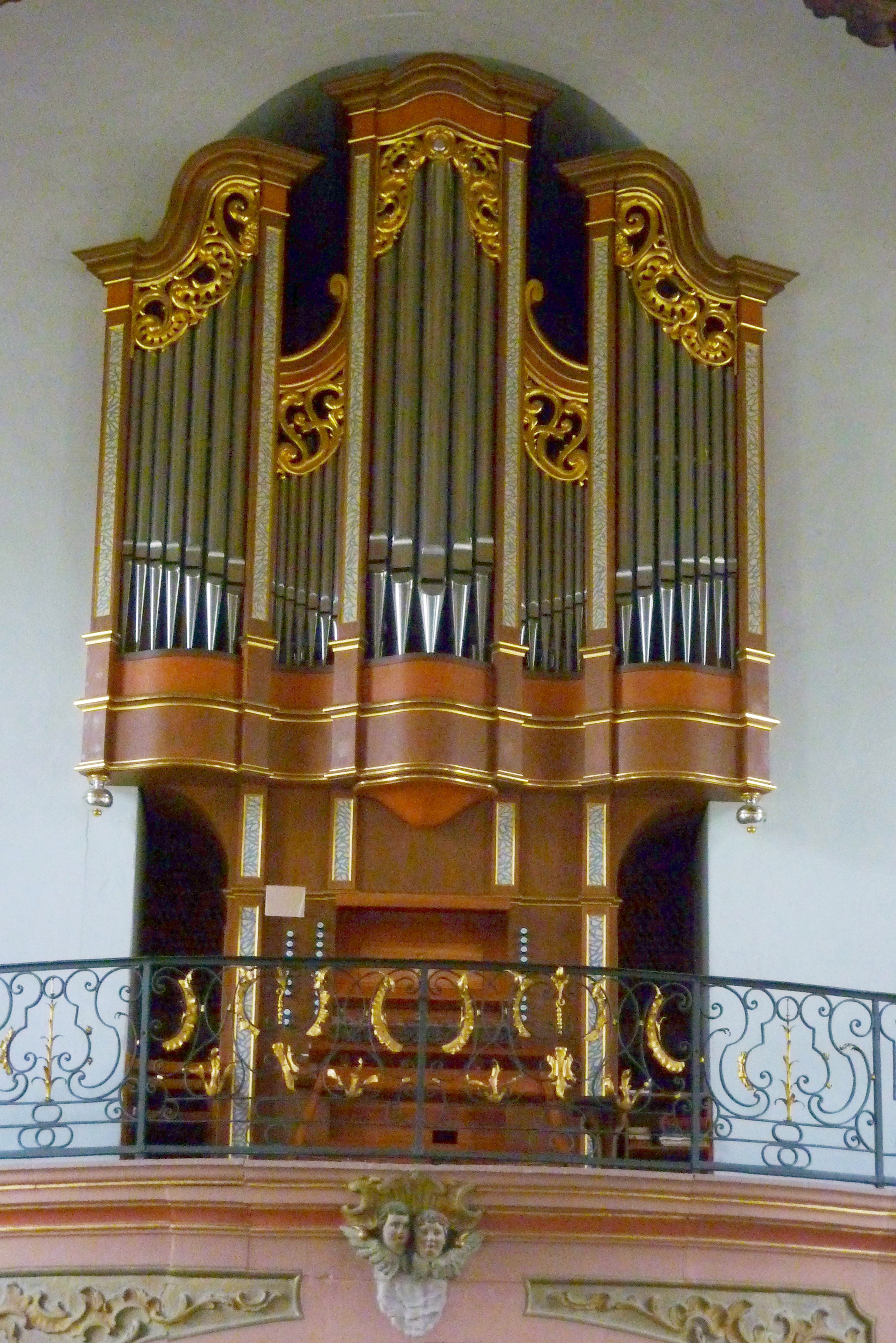
Orgel
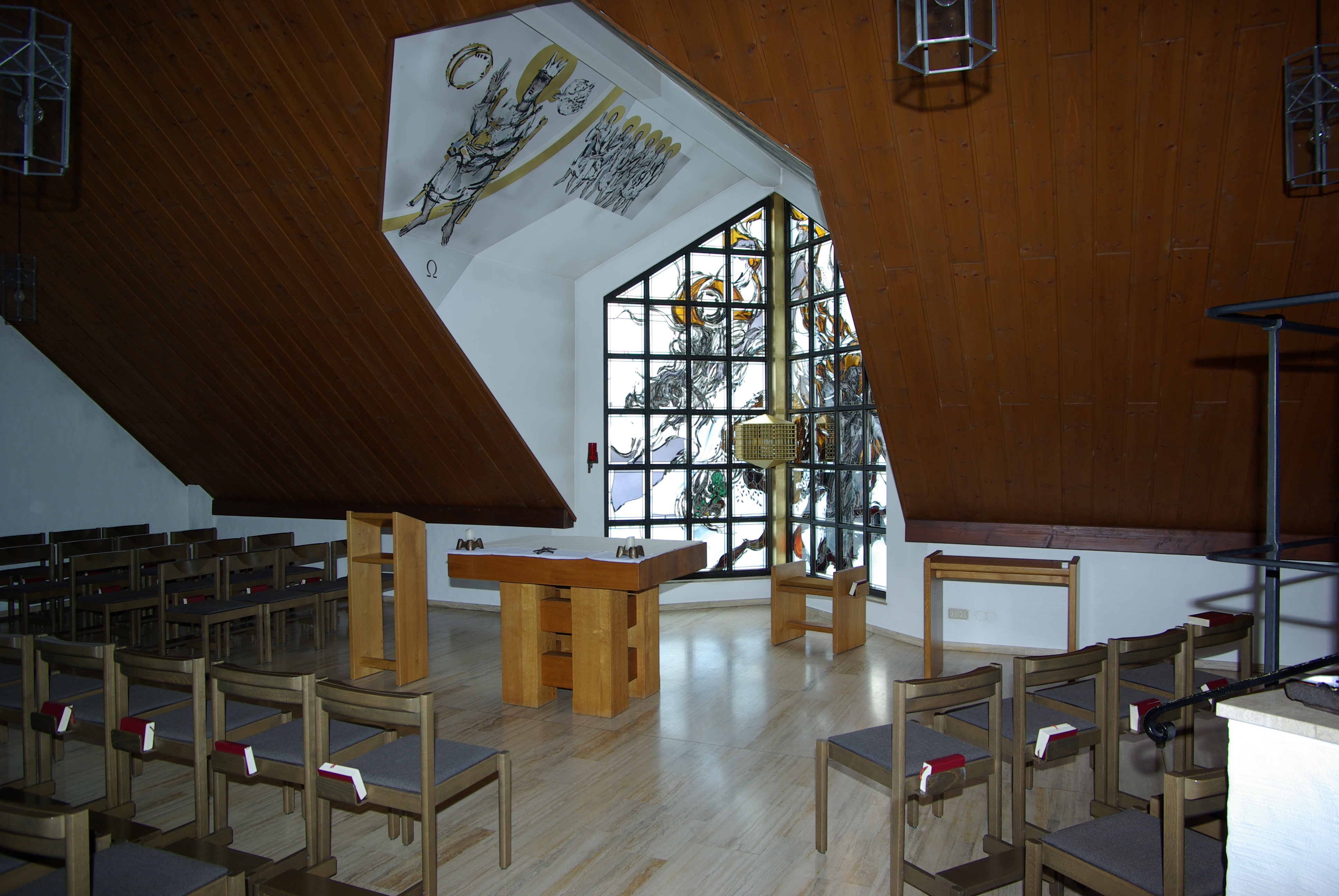
Moderne kloosterkapel